# Zgornja Besnica (Kranj)
Zgornja Besnica is een plaats in Slovenië en maakt deel uit van de gemeente Kranj in de NUTS-3-regio Gorenjska. De plaats telde 821 inwoners op 1 januari 2020.

## Geboren
- Vesna Fabjan (13 maart 1985), langlaufster